# Tixel
Un tixel ou pixel tactile est une minuscule cellule qui génère des champs électriques et ainsi une texture dynamique que l’on ressent en passant le doigt sur la surface.

## Technologie
L'entreprise finlandaise Senseg développe depuis 2011 une technologie haptique pour « donner du relief » aux écrans tactiles. En faisant passer un courant électrique très faible dans l'électrode isolée, le tixel peut créer une petite force d'attraction de la peau des doigts. En modulant cette force d'attraction diverses sensations peuvent être générées, depuis la texture d’une surface et jusqu’à des vibrations.